# Katastrofa śmigłowca na planie filmu Strefa mroku

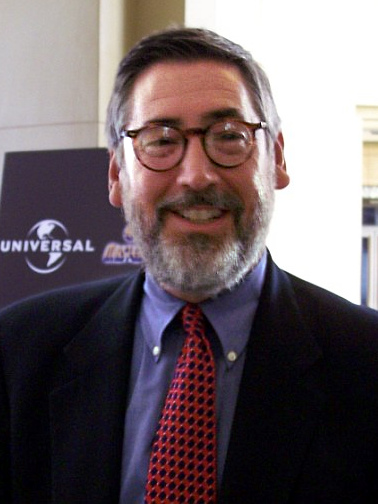
John Landis (2005)

Katastrofa śmigłowca na planie filmu „Strefa mroku” – wydarzenie, do którego doszło 23 lipca 1982 (2:20 nad ranem) w mieście Santa Clarita, w Kalifornii, w Stanach Zjednoczonych. Podczas kręcenia jednej ze scen do filmu Twilight Zone: The Movie (Strefa mroku) śmigłowiec Bell UH-1 Iroquois (potocznie znany jako Huey) spadł na troje aktorów (z czego dwoje dzieci); cała trójka zginęła na miejscu.

## Strefa mroku – serial i film

### Serial
Strefa mroku (ang. Twilight Zone) była emitowanym w latach 1959–64 serialem popularnonaukowym z elementami fantastyki. Cieszyła się ona wielką popularnością, na trwałe wpisując się w amerykańską kulturę masową: powstały oparte na niej m.in. komiksy, gry na flippery, słuchowiska radiowe.

### Film
W roku 1981 Steven Spielberg – zdeklarowany fan serialu – postanowił przenieść Strefę mroku na duży ekran. John Landis, przyjaciel Spielberga wybrany przezeń na współproducenta, zaproponował stworzenie antologii złożonej z czterech krótkich opowiadań, spiętych narracyjną klamrą w postaci zakończenia i prologu (wczesna koncepcja zakładała, że postaci ze wstępu i zakończenia będą się przewijać przez wszystkie cztery historie, dodatkowo główne postaci z każdej z historii mają pojawiać się też w pozostałych; z koncepcji tych ostatecznie zrezygnowano). Twórcami poszczególnych części mieli być – obok Landisa i Spielberga – Joe Dante i George Miller.
Landis jako jedyny z całej czwórki zrezygnował ze stworzenia nowej wersji jednego z klasycznych odcinków serialu, proponując w zamian własną, autorską historię. Ponieważ zawsze był zdania, że poszczególne odcinki Strefy mroku były w istocie zawoalowanymi komentarzami do aktualnych społecznych problemów, w swojej historii poruszył temat rasizmu, z którym sam się często w młodości stykał (John Landis jest żydowskiego pochodzenia).
Głównym bohaterem noweli Time Out jest Bill Connor (Vic Morrow) – arogancki, butny, nie kryjący swych poglądów rasista, który nagle doświadcza tego, czego doświadczali ci, którymi pogardza: najpierw znajduje się w okupowanej Francji, ścigany przez Niemców, którzy uważają go za Żyda, następnie trafia na amerykańskie Południe lat 50. i ledwo unika samosądu, po czym w wietnamskiej dżungli musi uciekać przed grupą amerykańskich żołnierzy. Znów znajduje się w okupowanej Francji; pochwycony przez Niemców, trafia do transportu, wiozącego deportowanych Żydów do obozu zagłady.
Gdy Landis przedstawił nakręcony Time Out kierownictwu Warner Bros., ci zgłosili zastrzeżenia: uznali, że widownia nie ma żadnego powodu, by przejmować się losem Connora – skrajnego rasisty, pełnego buty i wyniosłości. Landis postanowił dokręcić krótką sekwencję, w której Connor z transportu trafia ponownie do wietnamskiej wioski i ratuje spod amerykańskiego ostrzału dwoje wietnamskich sierot z narażeniem własnego życia, co ma dowodzić jego przemiany moralnej i duchowej. Zmiany zostały zaakceptowane i Landis zaczął przygotowania do nakręcenia dodatkowej sceny.

## Realizacja
Oprócz Morrowa, Landis potrzebował dwoje dzieci azjatyckiego pochodzenia. On i współproducent George Folsey Jr. zaczęli poszukiwać odpowiednich kandydatów; mąż sekretarki Folseya, Harold Schulman, często pracował z Amerykanami azjatyckiego pochodzenia i emigrantami z Azji – jak się okazało, jeden z jego współpracowników miał 6-letnią bratanicę Renee Chen. Ten sam współpracownik zaproponował też syna jednego ze znajomych, 7-letniego My-Ca Le.
W tym momencie pojawił się istotny problem: scena miała być kręcona w nocy, co naruszało kalifornijskie prawa dotyczące zatrudniania dzieci. Landis mógł wystąpić o warunkową zgodę (tzw. waiver), zdawał sobie jednak sprawę, że ma bardzo małe szanse otrzymać ją – oprócz tego, że scena z udziałem dzieci miała być filmowana nocą, dodatkowo miała być to scena batalistyczna, kręcona z wykorzystaniem wielu efektów pirotechnicznych. Rozważano różne możliwości – wykorzystanie kukieł albo dublerów-karłów – jednak zdaniem reżysera żadna z tych opcji się nie sprawdzała. Landis zdecydował się więc zatrudnić dzieci nieoficjalnie i zapłacić im z pominięciem oficjalnych dokumentów i listy płac. Gdy George Folsey Jr. dowiedział się o tym, zażartował: Wszyscy trafimy za to do kicia….
Na prywatnym terenie leżącym w obrębie Indian Dunes Park w miejscowości Valencia (obecnie na obrzeżach kalifornijskiego miasta Santa Clarita), nad rzeką Santa Clara, zbudowano kopię wietnamskiej wioski i rozpoczęto przygotowania do filmowania. Zdjęcia rozpoczęto o 2:00 22 lipca 1982 nakręceniem sceny, w której Connor znajduje w zrujnowanej wiosce dwoje sierot. O 3:30 zakończono zdjęcia (dzieci były zdenerwowane i Morrow, aby je rozluźnić, zabawiał je, co spowodowało, że dzieci nieustannie wybuchały śmiechem i trzeba było kręcić scenę od nowa). Rodzice otrzymali po 500 dolarów w gotówce; dzieci miały powrócić wieczorem na nakręcenie pozostałych potrzebnych scen.
O 21:30 rozpoczęto filmowanie; rodzice (matka Renee i ojciec My-Ca) byli zaniepokojeni, gdy tuż obok Renee w wodzie nagle eksplodował ładunek pirotechniczny. Landis i Folsey Jr. uspokoili przestraszoną dziewczynkę i jej matkę, że ładunki nie są niebezpieczne.

## Tragedia

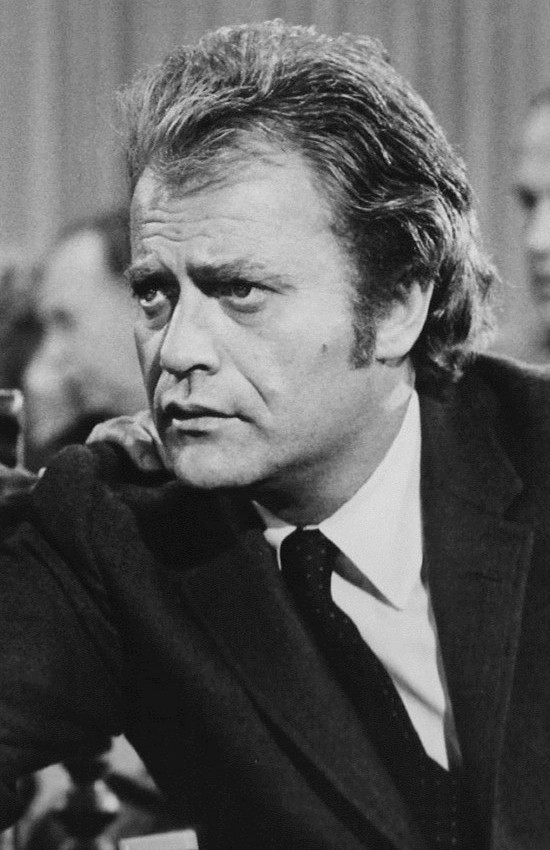
Vic Morrow

Nie tylko pani Shyan-Huei Chen była zaniepokojona. Gdy o 23:30 rozpoczęto filmowanie kolejnej z zaplanowanych scen – dolotu amerykańskich śmigłowców do wioski, pilot użytkowanego przez firmę Western Helicopters śmigłowca Bell UH-1 Iroquois, Dorcey Wingo, miał problemy z kierowaniem maszyną, gdy pirotechnicy pod okiem eksperta od materiałów wybuchowych, Paula Stewarta, zaczęli odpalać ładunki. Jeden z nich wybuchł w rzece, wywołując potężną fontannę wody; ochlapała ona przednią szybę Hueya i Wingo przestał widzieć teren przed helikopterem. Próbował wychylić się i wyjrzeć przez otwarte okno, jednak żar wywołany przez wybuchające ładunki uniemożliwił mu obserwację. Po wylądowaniu Wingo stwierdził, że lot śmigłowcem w tych warunkach jest niebezpieczny; jego obawy podzielał obecny na pokładzie Dan Allingham, pierwszy asystent reżysera i kierownik planu, który stwierdził: Masz rację. Bezpieczeństwo przede wszystkim i obiecał natychmiast skontaktować się z Landisem. Również jeden z obecnych na planie strażaków przekazał swemu przełożonemu, że rozmiar wybuchów stwarza zagrożenie dla śmigłowców; żaden z nich jednak nie przekazał swych uwag filmowcom. Gdy Allingham przekazał uwagi pilota Landisowi, ten stwierdził, że w następnej scenie nieco ograniczy rozmiar detonacji, a poza tym ekipa na pokładzie śmigłowca będzie filmowała przede wszystkim Morrowa brodzącego przez wodę z dziećmi na ramionach. Reżyser podchodził zresztą do pirotechniki w dość lekkomyślny sposób: gdy jeden z kamerzystów wyraził zaniepokojenie potężnymi wybuchami, uśmiechnięty Landis stwierdził: Jeszcze nic nie widziałeś!.

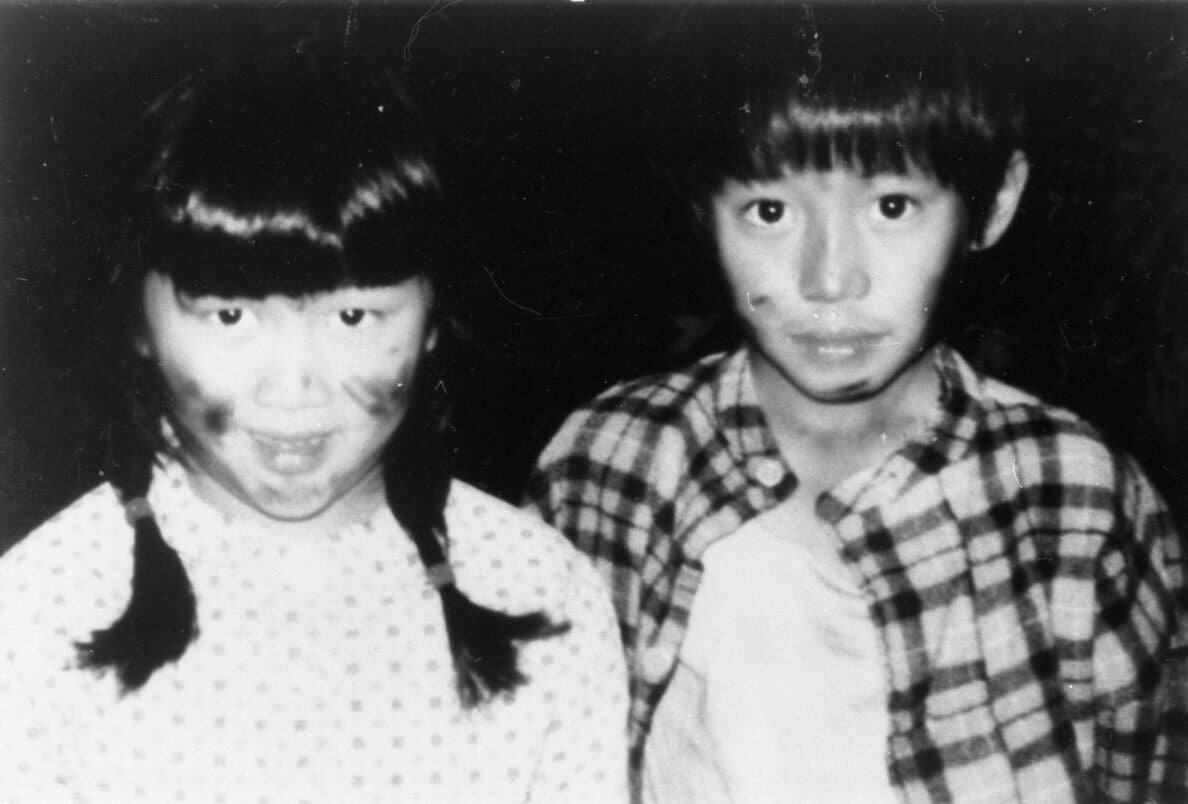
Renee Chen (po lewej) i Myca Le

Kręcenie rozpoczęto o 2:20. Śmigłowiec Wingo zaczął unosić się nad kroczącym przez sięgającą mu do kolana wodę Morrowem. Landis wciąż krzyczał: Niżej! Niżej!, a jego asystent przekazywał polecenie Wingo przez krótkofalówkę. Ostatecznie maszyna leciała na wysokości 30 stóp (około 7,6 metra; raport NTSB podaje około 25 stóp – 6,35 m) nad ziemią. Wtedy rozległy się wystrzały: w momencie, gdy technicy zaczęli strzelać ślepą amunicją, dwaj specjaliści od pirotechniki, James Camomille i Jerry Williams, zaczęli detonować kolejne potężne ładunki w myśl starannie zaplanowanej przez Landisa kolejności salw i wybuchów. Ładunki były tak potężne, że dwaj kamerzyści schronili się przed żarem na nieodległym wzgórzu, a ojciec My-Ca, Daniel Le, weteran wojny w Wietnamie, był przerażony: To nie było udawane, to było naprawdę niebezpieczne….

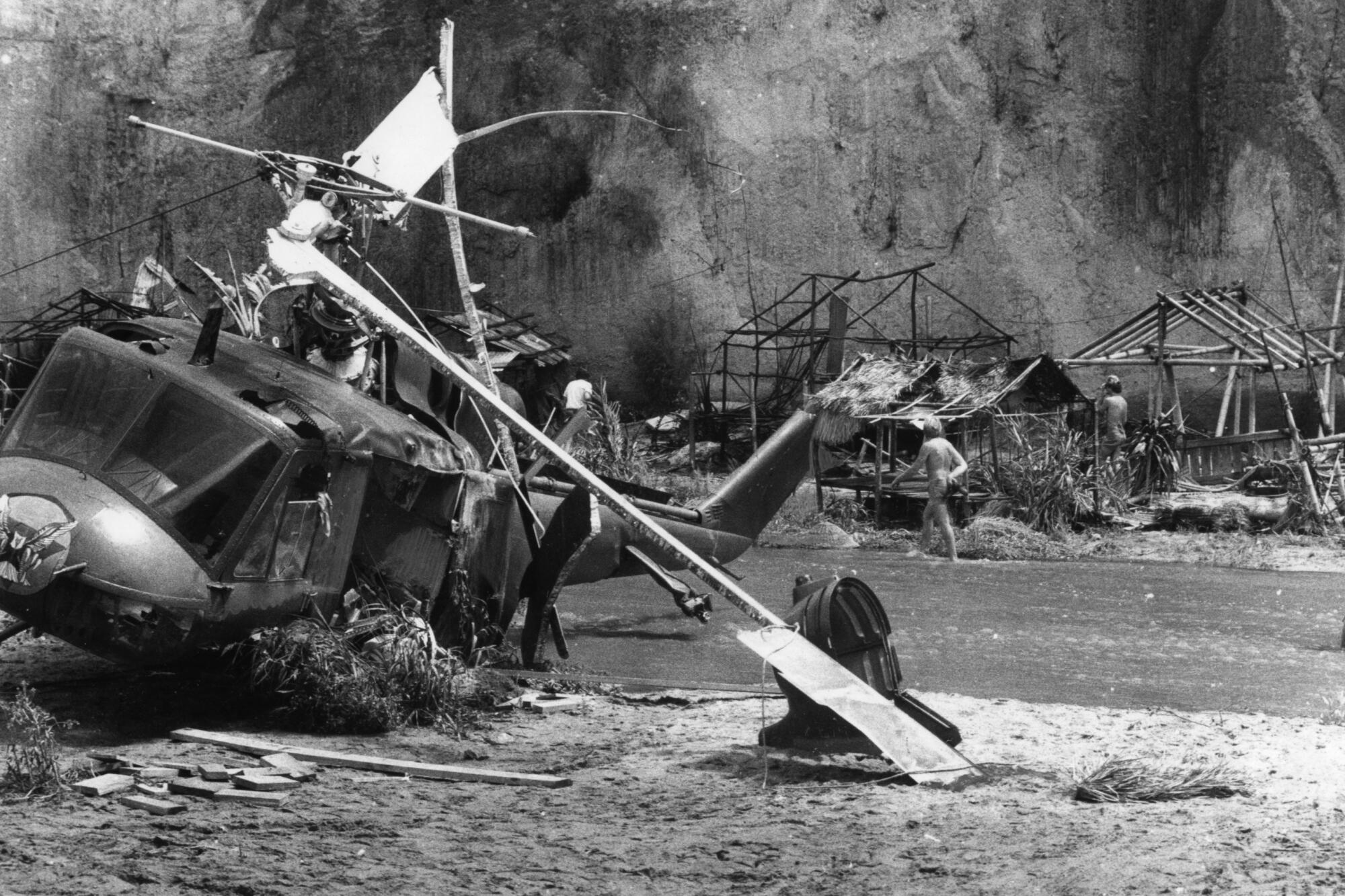
Wrak helikoptera

Gdy pod śmigłowcem zaczęły wybuchać kolejne ładunki pirotechniczne, Wingo omal nie stracił kontroli nad maszyną. Zauważając poważne problemy ze sterowaniem, Allingham krzyknął do niego: Wynośmy się stąd! Wtedy Camomille zdetonował prawie jednocześnie dwa silne ładunki, powodując powstanie dużej kuli ognia, pyłu i odłamków. Uderzyła ona w ogon helikoptera, uszkadzając wirnik ogonowy; Wingo stracił kontrolę i śmigłowiec spiralnym torem lotu runął w dół. Renee wyśliznęła się z uścisku Morrowa i zsunęła się do wody; zanim aktor zdążył zareagować, Bell UH-1 spadł na całą trójkę. Dziewczynka dostała się pod jedną z płóz maszyny i została zmiażdżona; wirująca z ogromną prędkością łopata głównego wirnika uderzyła w pozostałą dwójkę, dekapitując Morrowa i My-Ca i odrąbując chłopcu prawą rękę i fragment tułowia. Cała trójka zginęła na miejscu; załoga i obecni na pokładzie śmigłowca czterej filmowcy doznali niegroźnych obrażeń.
Zszokowany Landis krzyczał przez megafon: Koniec zdjęć! (It’s a wrap! – standardowa fraza oznaczająca oficjalne zakończenie zdjęć do filmu). Wstrząśniętych rodziców Renee i My-Ca natychmiast odwieziono do szpitala. Dodatkowej sekwencji nie ukończono i w gotowym filmie znalazła się wersja pierwotna, kończąca się odjazdem pociągu z Connorem do obozu zagłady.

## Konsekwencje
Sprawę tragedii w Indian Dunes Park badała NTSB (Narodowa Rada Bezpieczeństwa Transportu), posiłkując się m.in. zarejestrowanym na taśmie filmowej przebiegiem katastrofy (sfilmowanym z 3 różnych ustawień kamery). Raport NTSB z roku 1984 określił przyczynę tragedii następująco:

…przyczyną wypadku była detonacja wysokotemperaturowego ładunku pirotechnicznego o dużej energii w zbyt małej odległości od lecącego na małej wysokości śmigłowca, prowadząca do zniszczenia jednej z łopat wirnika ogonowego przez uniesione wybuchem odłamki, zniszczenia drugiej z łopat poprzez delaminację (rozwarstwienie) pod wpływem wysokiej temperatury i oderwania się mechanizmu wirnika ogonowego, a w konsekwencji do niekontrolowanego upadku maszyny. Niebezpieczne zbliżenie się śmigłowca do miejsca detonacji efektów pirotechnicznych było spowodowane brakiem właściwej komunikacji między pilotem śmigłowca, odpowiedzialnym za bezpieczeństwo lotu, a reżyserem, koordynującym całość procesu filmowania.

Wkrótce po tragicznym wypadku prokurator hrabstwa Los Angeles rozpoczął postępowanie karne, próbując ustalić, czy doszło do przestępstwa. 15 czerwca 1983, po przesłuchaniach, rozpoczęto właściwy proces: na ławie oskarżonych zasiedli John Landis, George Folsey Jr., Dorcey Wingo, Dan Allingham i Paul Stewart. Pierwszy z procesów zakończył się 23 kwietnia 1984: Folsey Jr. i Allingham zostali uniewinnieni. Oskarżyciel zgłosił apelację i 3 września 1986 zaczął się proces apelacyjny. Po szeregu dramatycznych przesłuchań, 29 maja 1987 wszyscy oskarżeni zostali uniewinnieni. Do wyroku przyczyniły się błędy prokuratury:
- prawnik Gary Hesselman, który jako pierwszy prowadził sprawę, zdecydował się zrezygnować z włączenia jednego aspektu: oskarżenia Landisa i Folseya Jr. o nielegalnie zatrudnienie Renee Chen i My-Ca Le[4] – ponieważ wina oskarżonych nie budziła wątpliwości, Hesselman obawiał się, że sąd i przysięgli zbytnio skupią się na tym, pojedynczym elemencie całej sprawy, co rozmyje złożone dochodzenie, czyje decyzje ostatecznie doprowadziły do tragicznego wypadku, i utrudni skazanie za – znacznie bardziej niejednoznaczne i trudniejsze do udowodnienia – nieumyślne spowodowanie śmierci (zmęczeni długim procesem przysięgli z reguły decydują się na uznanie oskarżonych winnymi w najłatwiejszych do udowodnienia aspektach sprawy – w tym przypadku byłoby to nielegalne zatrudnienie dzieci, pociągające za sobą kilkanaście dni aresztu i kary finansowe); w końcowym rozrachunku to przeoczenie uniemożliwiło skazanie Landisa i Folseya Jr[4].
- Lea Purwin D’Agostino, występująca jako oskarżyciel w procesie apelacyjnym[8], w ciągu 71 dni przesłuchała 71 świadków prokuratury, dodatkowo jej przesłuchania krzyżowe były długie i prowadzone w agresywny sposób; po wyroku przysięgli anonimowo przyznawali, że byli po prostu zmęczeni długim i zawiłym postępowaniem i ciągnącymi się w nieskończoność natarczywymi przesłuchaniami[9] (prokurator podczas przesłuchania Landisa wypytywała go o sposoby, w jakie aktorzy są zmuszani do płaczu na planie filmowym (gliceryna, świeża cebula, natryskiwanie oczu rozcieńczonym metanolem), próbując dowieść, że łzy reżysera podczas procesu są w istocie sfingowane i mają na celu wywrzeć pozytywne wrażenie na ławie przysięgłych)[3].
- obronie udało się podważyć jeden z kluczowych elementów taktyki prokuratury: D’Agostino starała się dowieść, że filmowcy nie ostrzegli rodziców Renee Chen i My-Ca Le o warunkach filmowania scen z ich udziałem (noc, duża liczba ładunków pirotechnicznych, użycie śmigłowców), jednak w przesłuchaniach krzyżowych adwokat Harland Braun dowiódł, że nie władający biegle językiem angielskim rodzice zmarłych dzieci mogli po prostu nie zrozumieć wypowiedzi filmowców[9].
- Gary Hesselman ukrył przed obroną fakt, że dowiedział się o swobodnych komentarzach Folseya i Landisa[8] (Wszyscy pójdziemy za to [nielegalne zatrudnienie dzieci] do kicia...) – choć w przebiegu całego procesu był to drobny szczegół, sam fakt ukrycia informacji przed obroną przez prokuratora prowadzącego śledztwo w sporym stopniu podważył wiarygodność prokuratury.

Rodziny zmarłych wytoczyły producentom filmu procesy cywilne: już 3 sierpnia 1982 Mark i Shyan-Huei Chen pozwali Spielberga i Landisa, jak również Folseya Jr., Stewarta, Wingo, Warner Bros., Western Helicopters i właścicieli terenu w Indian Dunes Park, żądając 200 mln dolarów odszkodowania. Po kilku miesiącach jesienią 1982 córki Vica Morrowa – Carrie Morrow i Jennifer Jason Leigh – również złożyły pozew przeciw Landisowi i Spielbergowi. Rodzina My-Ca Le wystąpiła do sądu latem 1983. Wszystkie trzy sprawy zakończyły się ugodami pozasądowymi, których warunków nigdy nie ujawniono.
Katastrofa w Indian Dunes Park pociągnęła za sobą rozliczne konsekwencje dla całej branży filmowej. Całkowicie zmieniono zasady zatrudniania dzieci do pracy w filmie: wprowadzono ścisłe ograniczenia czasu filmowania i znacznie zaostrzono przepisy bezpieczeństwa pracy dzieci i nastolatków na planie filmowym, jak również wprowadzono bardzo surowe kary za łamanie tych przepisów. Zaostrzono również regulacje prawne dotyczące filmowania z użyciem materiałów pirotechnicznych i wprowadzono ściślejszą komunikację pomiędzy osobami na planie filmowym, zwłaszcza w sprawach związanych z bezpieczeństwem. Bardzo poważnie ograniczono wykorzystanie śmigłowców przy realizacji filmów (nie tylko akcji): ograniczenie to częściowo zniesiono na początku lat 90. wraz z pojawieniem się generowanych komputerowo efektów wizualnych.
John Landis nigdy nie przyznał się do odpowiedzialności za tragiczny wypadek, zrzucając winę bądź na specjalistów od efektów wizualnych (James Camomille zdetonował dwa ładunki wybuchowe, nie sprawdzając, czy śmigłowiec nie znajduje się zbyt blisko nich), bądź na wadę konstrukcyjną śmigłowca (był to jeden z pierwszych przypadków termicznego rozwarstwienia się łopaty wirnika).

## Tragiczne wypadki w czasie realizacji filmów
Pomimo licznych środków bezpieczeństwa, szereg razy podczas realizacji filmów zdarzały się tragiczne wypadki z ofiarami śmiertelnymi, podobne do katastrofy na planie Strefy mroku.
Przykładowe incydenty:
- W roku 1985, podczas realizacji filmu Top Gun, pilot Art Scholl zginął, gdy jego samolot wpadł w korkociąg i runął do oceanu. Nigdy nie odnaleziono szczątków maszyny ani pilota[13].
- Podczas pracy nad filmem Kruk w wyniku postrzału śmierć poniósł grający główną rolę Brandon Lee. Przygotowane do realizacji sceny ślepe naboje zostały błędnie spreparowane.
- W roku 1928 podczas realizacji filmu Arka Noego reżyser Michael Curtiz zdecydował się sfilmować scenę potopu w studio bez posługiwania się miniaturami, z użyciem dużej liczby statystów (wśród których znalazł się młody aktor z Iowy, Marion Morrison), którzy nie zostali ostrzeżeni, że zaraz zaleje ich kilkanaście ton wody. Trzy osoby utonęły, wiele innych wylądowało w szpitalu z połamanymi kończynami (jednemu ze statystów amputowano nogę). Po tej tragedii wprowadzono szereg regulacji prawnych, by zapobiec dalszym przypadkom śmierci lub kalectwa na planie filmowym[14].